# Origen de Cristòfor Colom
L'origen genovès de Cristòfor Colom és indicat per una gran majoria dels historiadors i acadèmics. Les dues principals biografies primerenques de Colom s'han pres com una veritat literal per part de centenars d'escriptors, en gran part, a causa que van ser escrits per persones estretament relacionades amb Colom o els seus escrits. Amb tot les dues biografies tenen greus deficiències com a prova, tot mantenint-se l'origen genovès de Colom malgrat la manca d'un registre complet d'aquest.
Els historiadors acadèmics creuen que l'origen de Cristòfor Colom és genovès, i així queda reflectit en moltes obres i enciclopèdies. Amb tot, l'origen de Colom és prou lluny de resoldre's per a poder asseverar inequívocament tant el lloc de naixença com la seva edat. Actualment es mantenen algunes llacunes, contradiccions i misteris sobre la seva biografia, algunes de les quals són provocades pel mateix Colom: Hernando Colón (fill de l'Almirall), en la seva Historia del almirante Don Cristóbal Colón, afirma que el seu progenitor no volia que fossin coneguts el seu origen i la seva pàtria.
La confusió inicial, unida a la pèrdua de documentació posterior o fins i tot a la falsificació de documentació, ja iniciada pels descendents de Colom en els Plets Colombins, són fets que han propiciat, junt amb altres motius més polítics que no pas historiogràfics, l'aparició de múltiples hipòtesis sobre el bressol de Colom.
| Principals hipòtesis sobre l'origen de Colom | Principals hipòtesis sobre l'origen de Colom | Principals hipòtesis sobre l'origen de Colom | Principals hipòtesis sobre l'origen de Colom | Principals hipòtesis sobre l'origen de Colom |
| Hipòtesi                                     | Idea central | Arguments | Contraarguments |                                              |
| -------------------------------------------- | --- | --- | --- | -------------------------------------------- |
| Hipòtesi genovesa                            | Colom fou nascut amb el nom de Cristoforo Colombo. Era fill de Domenico Colombo, teixidor i comerciant.                                                                                 | Vora 200 documents genovesos detallen la vida de Christoffa Corombo (nom en llengua genovesa). Hi ha evidències també d'activitats de mercants genovesos a Portugal a la dècada de 1470. | El genovès Cristoforo Colombo podria no ser el famós descobridor. Colom no és referit com a Colombo en cap document oficial. Escriu en llatí i castellà, fins i tot quan s'adreça a amics italians. L'anàlisi de les restes, i la descripció de la seva mort, situen la naixença de Colom anterior a la de Colombo. |                                              |
| · Hipòtesi catalana                          | Colom fou nascut amb aquest cognom a Catalunya. Ell mateix se'l canvia al castellà Colón per tal d'ocultar la seva participació en una rebel·lió contra el pare de Ferran.              | Els seus manuscrits semblen catalans i el seu castellà presenta errors que suggereixen que el català era la seva llengua materna. És anomenat Colom en documents castellans. Les seves tripulacions són formades per molts catalans i posseïa molts llibres en català.                                   | Colom no digué mai que fos català i no s'ha conservat cap escrit de Colom en català. |                                              |
| · Hipòtesi mallorquina                       | Colom fou nascut a Mallorca. Era fill del príncep Carles de Viana. | Una carta suggereix que el príncep tingué un fill el 1459 amb Margalida Colom, fet que hauria permès el matrimoni de Colom amb la noblesa portuguesa i podria explicar el seu accés als Reis Catòlics.                                                                                                   | Aquest Colom hauria mort amb 46 anys en lloc dels vora 60 que mostren les restes del descobridor. La carta ha estat posada en dubte suggerint que es refereix a una amistançada coneguda de Palerm, amb un cognom diferent.                                                                                         |                                              |
| · Hipòtesi eivissenca                        | Colom fou nascut a Eivissa i era jueu. | Topònims relacionats amb les Pitiüses. Colom es formà en arts marítimes a Eivissa. Colom empra vocabulari naval present en català –algun mot exclusiu eivissenc– i que no ho eren en castellà, essent Colom el primer a emprar-les.                                                                      | Colom no digué mai que fos eivissenc. La documentació eivissenca anterior a 1520 ha desaparegut. |                                              |
| Hipòtesi jueva                               | Colom, o els seus ascendents recents, foren jueus que es convertiren per tal d'evitar l'expulsió i la inquisició.                                                                       | Molts jueus es convertiren, o simularen fer-ho, per tal d'evitar l'expulsió i la inquisició. Colom empra caràcters hebreus i dates hebrees en alguns escrits. Rep el suport de famílies hebrees destacades.                                                                                              | Els catòlics cultes del segle XV solien estar interessats en els textos hebreus. |                                              |
| · Hipòtesi gallega                           | Colom fou nascut a Galícia. | Es presentaren diversos documents de l'època que n'asseveren l'origen. Alguns lingüistes sostenen que la llengua materna de Colom era el gallec. Suposats galleguismes dins els escrits de Colom. | Els documents aportats semblen haver estat manipulats. |                                              |
| · Hipòtesi portuguesa                        | Colom fou nascut com a Salvador Fernandes Zarco, fill del príncep portuguès. Fou enviat pels portuguesos als Reis Catòlics perquè patrocinessin l'exploració d'una nova via cap a Àsia. | Colom es casà amb la noble portuguesa Filipa Moniz i accedí a territoris portuguesos vetats als estrangers. Alguns noms del Nou Món semblen procedir de topònims portuguesos. Alguns lingüistes creuen que les faltes gramaticals de Colom són degudes al fet que el seu idioma matern era el portuguès. | No existeixen documents per relacionar Colom amb Portugal. La família reial portuguesa mai reclamà Colom com a propi. Colom nomenà llocs amb topònims catalans i castellans, també. |                                              |
| Altres Hipòtesis                             | castellà (Sevilla, Guadalajara, Plasència) · basc · grec · anglès · cors · noruec · croat                                                                                               | castellà (Sevilla, Guadalajara, Plasència) · basc · grec · anglès · cors · noruec · croat | castellà (Sevilla, Guadalajara, Plasència) · basc · grec · anglès · cors · noruec · croat |                                              |

## Teoria de l'origen genovès
Aquesta teoria es basa en els testimonis dels contemporanis de Colom i del mateix almirall. Entre els contemporanis que van escriure que Colom era genovès es troben: Pietro Martire d'Angera, Andrés Bernaldez, l'escrivà reial Galindez, Bartolomé de las Casas, Gonzalo de Fernández de Oviedo, Antonio Gallo, Agostino Giustiniani i Bartolomeo Serraga.
Segons aquesta tesi, Cristoforo Colombo va néixer l'any 1451 a Savona, a Gènova. Els seus pares van ser Doménico Colombo, mestre teixidor, llaner o taverner, i Susanna Fontanarossa. Aquest matrimoni va tenir cinc fills: Cristoforo, Bartomeu, Giacomo, Giovanni, que va morir aviat, i una única dona que no va deixar rastre.
Ja Ferran Colom, en el seu llibre Historia del Almirante, ens informa que ha buscat familiars del seu pare a la Ligúria i no els ha trobat.
Més tard, en els plets colombins, els genovesos aporten documentació per a demostrar la genovesitat de l'Almirall i són empresonats per tractar-se de documentació falsificada.
L'any 1892 es publica el llibre Raccolta di documenti, que no és més que un recull de dos-cents i escaig documents de la família Colombo de Gènova.
L'any 1932, a instàncies de les pressions de Mussolini, apareix Colombo, Città de Genova, actualització de la Raccolta, on s'afegeix un document importantíssim per la teoria de la genovesitat, el document Asseretto, el qual és una minuta notarial, sense signatures ni del declarant ni del notari, que prova que un tal Cristoforo Colombo era a Portugal l'any 1479.
Tots aquests documents demostren l'existència d'un tal Cristoforo Colombo genovès, però no que fos la mateixa persona que l'Almirall, perquè no existeix cap coincidència ni de nivell cultural, ni d'oficis, ni d'edat.
Al I Congrés Internacional Valladolid-Colón 2006 el professor Aldo Agosto, de la Comissió Científica del Comitè Colombí italià, anuncià que en breu presentarien una nova biografia colombina on l'Almirall descendeix d'una família d'armadors genovesos, amb la seva pròpia flota i que navegaven per la Mediterrània des de començaments del segle xii.

## Teoria de l'origen català

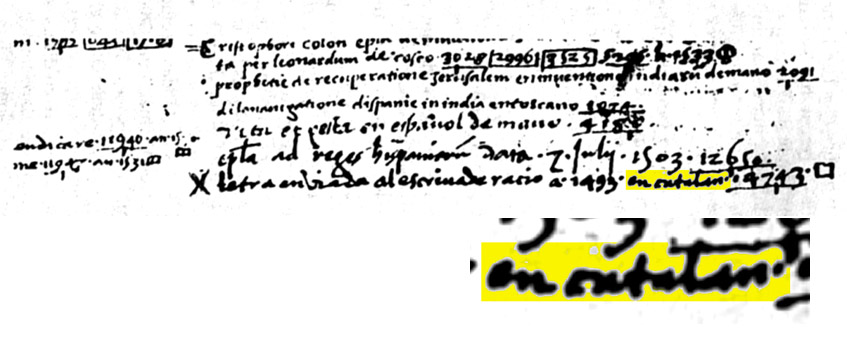
Anotació de Ferran Colom a l'Índex de la Biblioteca Colombina on afirma que la Carta del 15 de febrer de 1493 enviada a Lluís de Santàngel era en català: «letra embiada al escriva de ración, en catalan». Com no té la menció "de mano", sabem que es tracta d'una carta impresa, una edició catalana que va ser publicada al 1493.

Diversos historiadors al llarg dels anys han defensat la tesi de la catalanitat de Cristòfor Colom sobre la base dels següents arguments:
- Colom lluità contra Joan II a la guerra civil catalana al servei de Reiner d'Anjou.[6]
- Colom es refereix als Reis Catòlics com els seus senyors naturals. (Carta a Joana de la Torre)[6]
- Juan de la Cosa, en carta a Colom parla de la nostra Spania.
- Els textos de les seves cartes autògrafes (Arxiu Casa d'Alba) contenen multitud de catalanades, especialment en els termes mariners.[7]
- Colom no sabia escriure en italià (ni cap dialecte de l'època).[8] En realitat, Colom ha deixat un paràgraf de genovès, i un altre d'italià.[9]
- Finalment Estelle Irizarry professora emèrita de literatura hispànica a la Universitat de Georgetown, Washington D. C. autora de 40 llibres i més de 150 articles en revistes internacionals, ha estat dels primers historiadors a tractar d'aportar proves objectives basades en criteris i metodologies científiques per resoldre els misteris que envolten l'origen i identitat de Cristòfol Colom. L'any 2009, presentà a Madrid el llibre "El ADN de los Escritos de Cristóbal Colón".[10] Al llibre es compara el sistema d'escriptura del navegant amb manuscrits de Portugal, Itàlia, Castella, Aragó, entre d'altres, i destaca que algunes cartes estan puntuades amb barres i punts [/.] [/] [//], estil de puntuació que no es feia servir mai a la Corona de Castella i pel contrari era comú a les terres de l'antiga Corona d'Aragó. Analitzant el llenguatge assenyala la profusió de catalanismes i aragonesismes, així com influència del jueu-espanyol o "ladino". Remarca que el seu castellà és el propi d'una persona que no el té per parla materna sinó que aprengué la llengua ja de gran. Totes aquestes consideracions i d'altres relatives a la religió li porten a concloure que Colom procedia d'algun dels territoris de parla catalana de la Corona d'Aragó i era d'origen jueu.

### Catalanitat de la descoberta
Tots els historiadors que defensen aquesta teoria, mantenen la constant que el descobriment d'Amèrica va ser una operació netament catalana en base als següents arguments:
- Les Capitulacions de Santa Fe són un document redactat a l'estil de la Cancelleria Catalana, signat pel secretari d'Aragó i no pel de Castella. (Als capítols matrimonials dels Reis Catòlics de 1475, s'especifica que els funcionaris d'un regne no podran actuar a l'altre).
- Les Capitulacions (de 17-04-1492) i les dues Cartes de recomanació (de 17-04-1492 i 30-04-1492) a un Príncep, sense posar el nom, es registren a l'Arxiu Reial de Barcelona i no al de Simancas. (En canvi després del segon viatge es registren al de Simancas)
- Els càrrecs de Governador General i Virrei són típics de la corona aragonesa i inexistents aleshores a la corona castellana. El càrrec d'Almirall, en canvi, era hereditari a Castella i no a la corona catalana, i si Colom demana que aquest càrrec sigui a l'ús de l'Almirall de Castella ho fa per demanar que sigui hereditari específicament.
- Qui finançà l'operació va ser el valencià Lluís de Santàngel, escrivà de ració de l'època, equivalent a l'actual conseller d'hisenda, amb 17.000 ducats.
- Colom té el suport tècnic de Jaume Ferrer de Blanes, consagrat cosmògraf de l'època,[11] i l'únic del gremi que sentí admiració per Colom.,[12] qui també participà en la negociació del Tractat de Tordesillas.
- En el segon viatge acompanyen Colom, Pere Bertran Margarit, com a cap militar, el P. Bernat Boïl, framenor i cap dels ermitans del monestir de Montserrat, com a Vicari eclesiàstic, i Fra Ramon Paner, monjo del monestir de Sant Jeroni de la Murtra a Badalona.
- És després que Colom hagi salpat en el segon viatge quan el Papa adjudica les noves terres a Castella. Això es fa per a respectar el tractat d'Alcaçovas entre Portugal i Castella on es repartien l'oceà Atlàntic.

Les úniques diferències entre els diversos autors són la ciutat d'origen o naixença de l'Almirall. S'ha afirmat que podria haver nascut a Gènova o a Còrsega, però de família originària catalana, o bé a l'Empordà, Barcelona, Tarroja de Segarra, Tortosa, Eivissa, o Felanitx.

## Altres teories
Existeixen moltes altres teories sobre el seu origen: la majoria d'elles tenen molt poca base, les corresponents al regne de Castella desmenteixen els documents oficials colombins on s'afirma que era estranger a Castella, i especialment la gallega, va ser bastida mitjançant documentació falsificada: anglès, cors, castellà de Sevilla, extremeny de Plasència, gallec, basc, castellà de Guadalajara, portuguès, grec, noruec, i croat.

### El Colón maño: Piccolomini
Recentment l'escriptora de ficció Marisa Azuara en el seu llibre Christoval Colón: Más grande que la leyenda pretén demostrar que Colom era italià (de Sardenya i no de Gènova), que sa mare era aragonesa (descendent de les famílies Sástago i Luna): Colón era en realidad Cristóbal Piccolomini de Sena, cuya madre era Isabella de Alagón i Cubello de Arborea, descendiente de los Sástago y él era de Cerdeña, no de Génova. Però els fills d'Isabella de Alagón i Cubello de Arborea i Pedro Piccolomini de Sena no es deien Cristòfor, Bartomeu i Diego, sinó Joan (+1490), Antoni (+1507) i Isabel, i resulta bastant difícil que algú finit el 1490 descobrís Amèrica el 1492.
La resta del llibre es basa en les mateixes proves documentals que demostren que la Corona d'Aragó fou l'artífex de la descoberta d'Amèrica, en les quals basen les seves investigacions els historiadors catalans, assegurant que les Capitulaciones de Santa Fe se hicieron con los fueros aragoneses. El problema es que la historia se ha escrito desde Castilla.
El millor especialista mundial en el P. Bernat Boïl, en Josep M. Prunés, O.M. li ha dedicat un article.

### El Colom fill del Papa Cibo
A la tomba d'Innocenci VIII, a la Basílica de Sant Pere, hi ha una llegenda que diu "Novi orbis suo aevo inventi gloria" (Seva és la gloria del descobriment del Nou Món). Basant-se en això, l'escriptor de ciència-ficció Javier Sierra, al seu llibre La ruta prohibida y otros enigmas de la Historia (Planeta, 2007) afirma que Colom era el fill del Papa Innocenci VIII, Giovanni Battista Cibo. També afirma que l'illa de Cuba es diu així perquè el Papa es deia Cibo.
Colom morí de "senectute bona" segons els historiadors coetanis i, segons les anàlisis clíniques del Dr. Botella, Colom tenia entre 60 i 70 anys en morir, o sigui que hauria nascut entre 1436-1446. En canvi, el Papa va néixer el 1434.

### El Colom portuguès
Les teories portugueses sobre el Colom portuguès fins fa poc s'havien basat en interpretacions de l'anagrama de la signatura de Colom, en elucubracions cabalístiques, o en suposats portuguesismes a les seves cartes, que ja van ser descartats no només per Ramón Menéndez Pidal, sinó també pel Dr. Rodrigo de Sá Nogueira en el seu article "portuguesismos em Cristóvâo Colombo", de 1950.
Recentment, Manuel Luciano da Silva, en una nova teoria, de la que han fet fins i tot una pel·lícula, afirma que Colom procedia del poble de Cuba, a l'Alentejo, i és per això que va posar de nom Cuba a la segona gran illa descoberta.
La qüestió és que a la famosa carta del 15 de febrer de 1493, Colom explica clarament que a aquesta illa li donà el nom de Juana, i el misteri queda desvelat si es llegeix el Diari del primer viatge, de Bartolomé de las Casas. En l'anotació de 15 d'octubre diu "...ellos llaman Colba". Més tard el Colba o Cuba de l'arawak, que significa hort, quedà com a nom de l'illa.

### El Colom jueu
La proposta que Colom, independentment d'on fos ciutadà, era de religió jueva la va obrir Salvador de Madariaga, en afirmar que Colom era d'una família catalana, que havia fugit a Gènova, pels problemes que van haver al final del segle xiv a Catalunya als calls jueus.
Posteriorment, el caçanazis Simon Wiesental, en el seu llibre Operación Nuevo Mundo, afirmà que el descobriment d'Amèrica va ser una operació pactada amb Ferran el Catòlic, per tal de trobar una nova terra pels jueus expulsats d'Espanya amb el decret d'expulsió i que Colom va marxar a Amèrica guiant totes les naus de jueus que sortien d'Espanya el dia màxim que fixava el decret d'Expulsió.
El fet que al cantó superior esquerre de les cartes al seu fill Diego posés un anagrama compost per les lletres Bet i Hai de l'alfabet jueu, i que poden entendre's com abreviatura de Baruch Haschem (Alabat sia el Senyor) dona més arguments als defensors d'aquesta teoria.
Abans de l'any 1892, l'Església va reclamar a totes les diòcesis tota la documentació existent sobre Cristòfor Colom. Un cop rebuda tota la documentació al Vaticà, l'expedient per la beatificació no es va iniciar mai, segons els defensors de la teoria jueva perquè es van adonar que Colom era jueu, i ara tota la documentació recollida continua encara a l'Arxiu Secret de la Inquisició.

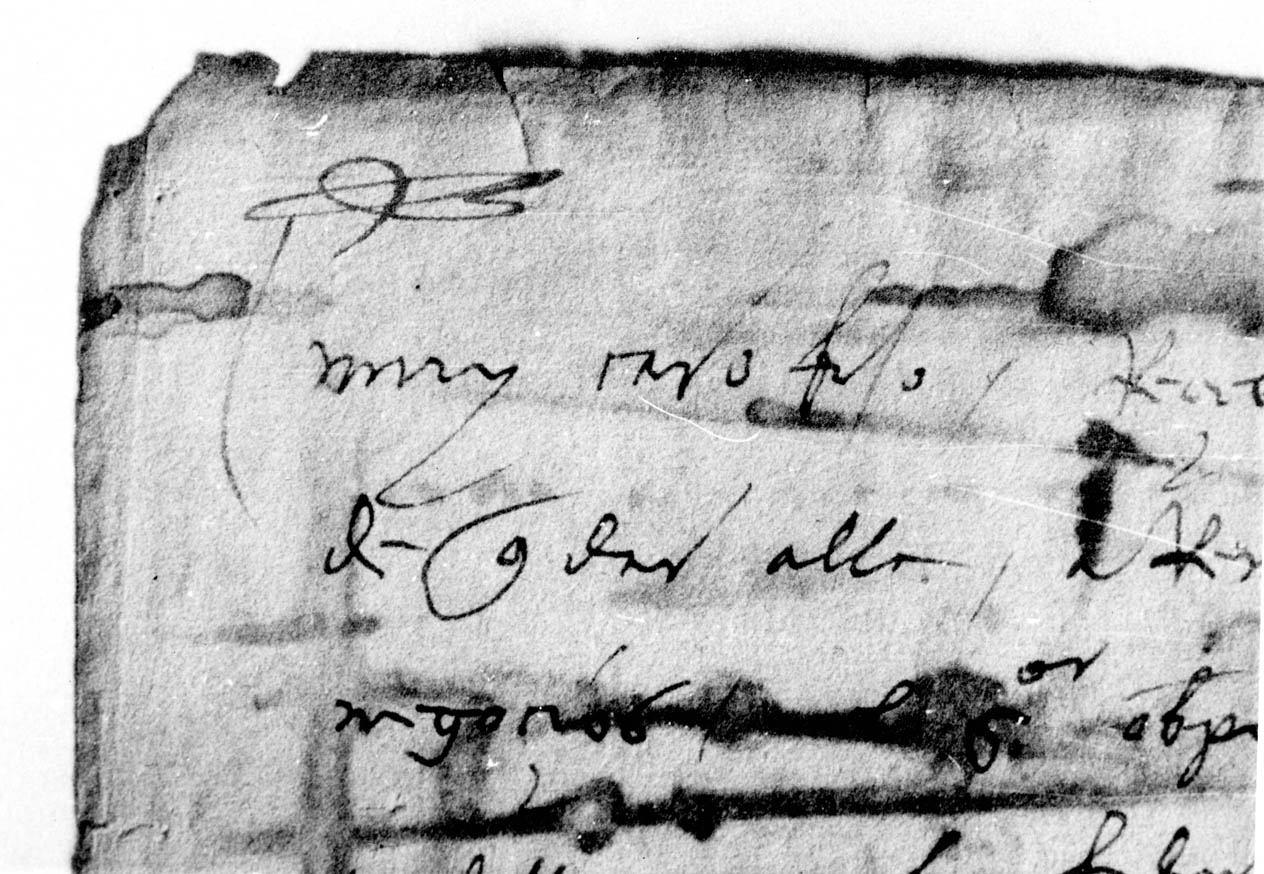
Detall d'una carta de Colom al seu fill Diego, amb les lletres hebrees bet i hai al cantó superior esquerre.

L'any 1969 es va fer pública una carta, fins aleshores desconeguda, d'Hernando de Talavera a la reina Isabel on afirma ...los judíos sacarían un gran beneficio del viaje de Colón, si se realizase, y finalmente se apoderarian del sepulcro de Nuestro Señor. ... Me he puesto en contacto con la Santa Inquisición ..... está preparada para ....salvar el alma del pecador Colón. Si Vuestra Alteza consiente confiar Colón en las manos de la Inquisición, la cubierta sobre la cual caminará no será la de un navío.
Recentment, l'investigador Nito Verdera, en el seu llibre Cristobal Colón: El libro de las falacias y relación de cuatro verdades, ha reforçat aquesta teoria, afirmant que el Llibre de les Profecies, escrit per Cristòfor Colom només reflecteix l'Antic Testament, i que Colom va posar a fer còpies (estudiar) el llibre al seu fill Ferran just a l'edat que els joves hebreus s'inicien a la Torà.
Totes les personalitats que recolzen Colom davant els reis són d'origen jueu: Lluís de Santàngel (família Ginillo), Alfons de Cavalleria (família Ben Labí), Luis i Juana de la Torre, Isaac Abravanel, Abraham Zacuto. També són descendents de jueus Luis de la Cerda, Pedro González de Mendoza, Juan Cabrero, Diego de Deza, Gabriel Sanxís i Joan de Coloma.
En contra d'aquesta tesi, en Josep Maria Ortadó diu: "La majoria d'historiadors, quan opinen sobre el perquè de l'enigma de Cristòfol Colom, coincideixen a afirmar que tant els reis, els Catòlics, com l'Almirall mateix van tenir interès d'amagar la personalitat d'aquest, perquè els seus avantpassat eren jueus [...]. Jo, tot respectant aquestes opinions, em permeto discrepar que aquesta sigui la veritable causa d'aquest estrany silenci. En primer lloc, si Colom fos descendent de jueus havia de ser del domini públic. Precisament, els qui l'ajudaren a organitzar el viatge dels descobriment eren jueus o n'eren descendents [...]".